# آرنا راک
آرنا راک (انگلیسی: Arena rock) که همچنین با نام‌های راک سرود، ای‌او‌آر، راک ملودیک، راک با شکوه، راک استادیوم، راک شرکتی و داد راک نیز شناخته می‌شود، سبکی از موسیقی راک است که در اواسط دهه ۱۹۷۰ ایجاد شد. با محبوبیت فزاینده‌ای گروه‌های هارد راک و آن‌هایی که نوع ملایم‌تر و در عین حال سخت‌تر پاپ راک می‌نوازند، گروه‌ها شروع به ساخت موادی کردند که ذاتاً برای مخاطبان بزرگ طراحی شده بود، و آرنا راک از استفاده آنها از صداهای تجاری‌گرا و سازگار با رادیو توسعه یافت. موسیقی‌هایی که اغلب تولید می‌شوند، شامل آهنگ‌های شاد، دراماتیک و تصنیف‌های آرام‌تر، تاکید زیادی بر ملودی دارند و اغلب از گروه‌های کر سرود استفاده می‌کنند. سایر ویژگی‌های اصلی شامل جلوه‌های برجسته گیتار و استفاده از سازهای کیبورد است.